# El Potrero de la Virgen
El Potrero de la Virgen är en ort i Mexiko.   Den ligger i kommunen Hidalgo och delstaten Michoacán de Ocampo, i den södra delen av landet, 150 km väster om huvudstaden Mexico City. El Potrero de la Virgen ligger 2 084 meter över havet och antalet invånare är 117.
Terrängen runt El Potrero de la Virgen är kuperad. Runt El Potrero de la Virgen är det ganska tätbefolkat, med 93 invånare per kvadratkilometer. Närmaste större samhälle är Ciudad Hidalgo, 3,9 km norr om El Potrero de la Virgen. I omgivningarna runt El Potrero de la Virgen växer huvudsakligen savannskog.